# Lens Flare
Lens Flare (englisch lens flare = ‚Linsen-Lichtschein‘) ist das helle Bild der Lichtquelle in Form der Irisblende, das durch Reflexionen an einer oder mehreren Linsen im Objektiv entsteht. Die deutsche Bezeichnung ist Blendenflecke oder Linsenreflexion.

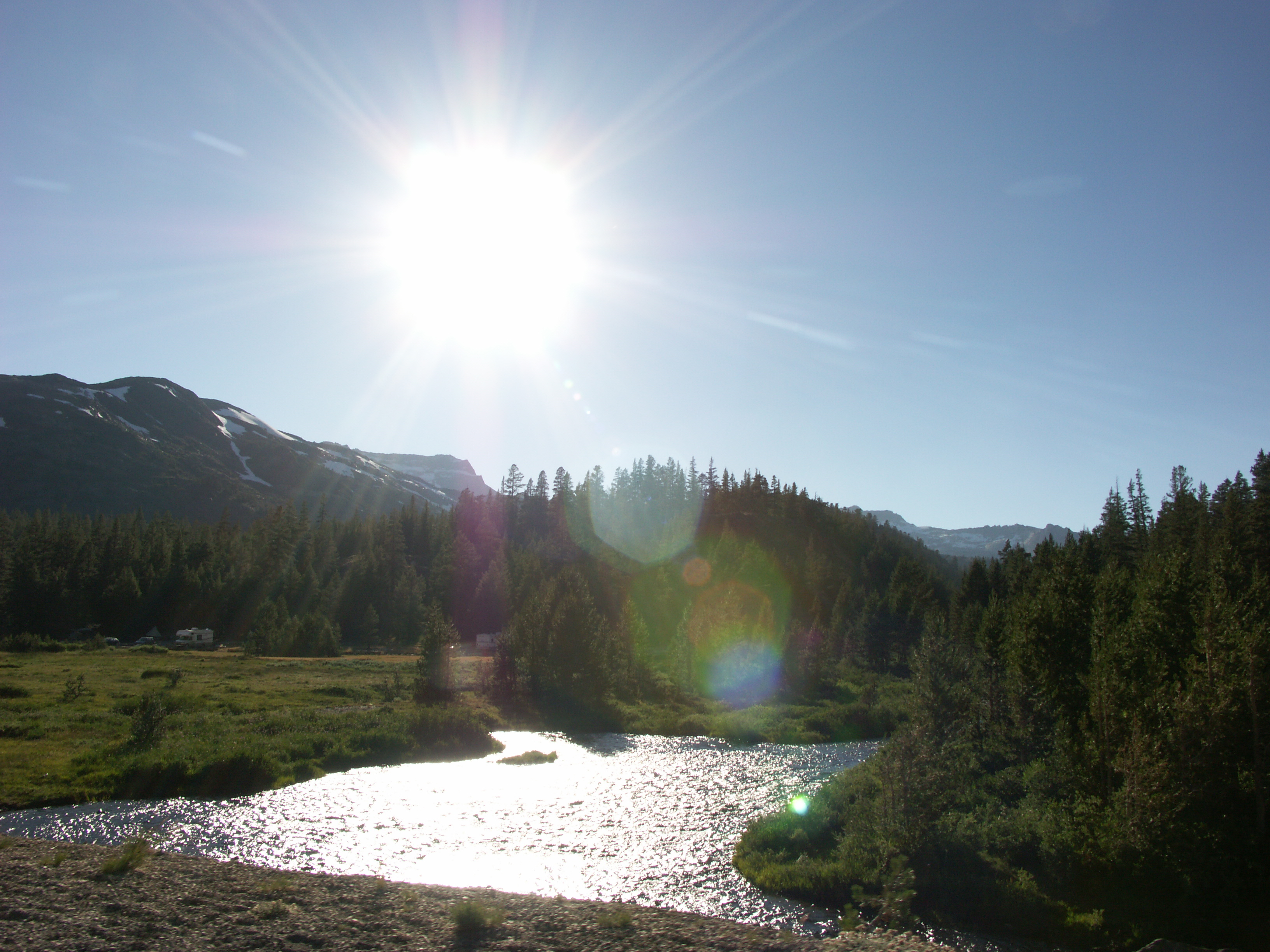
Blendenflecke bei Gegenlicht

## Fotografie
Die Anzahl der Lens Flares im Bild entspricht, außer in wenigen Ausnahmen, der Anzahl der Linsen des Objektives. Ihre Form entspricht der Form der Irisblende und kann somit, je nach Anzahl der Blendenlamellen, drei- oder mehreckig und je nach Form der Lamellen ring- oder sternförmig sein.
Die Blendenflecke können um ein Vielfaches heller sein als das aufgenommene Motiv und führen somit zu einer Kontrastabnahme. Die Farbe der Lens Flares wird maßgeblich durch die Antireflexbeschichtungen der Linsen beeinflusst.
In der klassischen Fotografie werden Blendenflecke durch geeignete Hilfsmittel wie Streulichtblenden und/oder Polarisationsfilter, zugunsten einer besseren Bildqualität unterdrückt. Filter neigen jedoch in der Regel dazu, zusätzliche Blendenflecke zu erzeugen. Bei künstlerischen Aufnahmen werden mitunter Blendenflecke bewusst genutzt, um die Helligkeit einer Lichtquelle für den Betrachter spürbar zu machen.

## Einsatz als Stilmittel
In der Fotografie sowie beim Film werden Lens Flares eingesetzt, um eine bestimmte Stimmung zu erzeugen. Da die Helligkeit der Kinoleinwand oder einer Fotografie weit unter der Helligkeit einer Lichtquelle wie der Sonne liegt, muss der Eindruck von extremer Helligkeit durch den Einsatz von Lens Flares vermittelt werden. Bei Weitwinkel- oder anamorphotischen Objektiven spielen die Blendenflecke eine besonders große Rolle, da auch Lichtquellen außerhalb des Bildes häufig zu Lensflares führen.
Frühe Filme mit Blendenflecken als Stilmittel sind 1967 Die Reifeprüfung und 1967 Der Unbeugsame, wo Szenen, die die Arbeit der Chain Gang unter der heißen Tagessonne zeigen, mit auffälligen Lens Flares gedreht wurden.
Ein gutes Beispiel für den Einsatz von Lens Flares ist der Film Gravity von 2013, in dem die großen Helligkeitsunterschiede zwischen dem tiefschwarzen Weltraum und gleißendem Sonnenlicht dargestellt werden. In den Filmen Star Trek (2009) und Total Recall (2012) wurde ebenfalls sehr oft von dem Effekt Gebrauch gemacht – teilweise so massiv, dass dies sogar negativ in vielen Kritiken erwähnt wurde. Ein weiteres Beispiel für den exzessiven Gebrauch des Effektes ist die Serie Star Trek: Discovery.
Teils werden Bildstörungen dieser Art absichtlich in computergenerierte (gerenderte) Bilder oder Filmsequenzen eingerechnet, um diese realistischer wirken zu lassen. Aus diesem Grund generieren auch viele Computerspiele Blendenflecke.